# Élections législatives danoises de 1975
Les élections législatives danoises de 1975 ont eu lieu le 9 janvier 1975.

## Contexte
À la suite des élections précédentes, Poul Hartling, membre de la Venstre, devient Premier ministre à la tête d'un gouvernement minoritaire ne rassemblant que des membres de son parti. Ces élections se tiennent deux ans avant la fin du mandat des députés.

## Système électoral
Les 179 députés du Folketing sont élus au suffrage universel direct pour un mandat de quatre ans via un système électoral mixte associant un scrutin proportionnel plurinominal dans le cadre de circonscriptions associé à une répartition par compensation.
Les 179 députés sont répartis comme suit, :
- 175 pour le Danemark propre ;
- 2 pour les Îles Féroé ;
- 2 pour le Groenland.

## Résultats

### Danemark métropolitain
| Inscrits                     | Inscrits                 | Inscrits                 | 3 478 800 |             |                       |                       |
| Abstentions                  | Abstentions              | Abstentions              | 410 498   | 11,8 %      |                       |                       |
| Votants                      | Votants                  | Votants                  | 3 068 302 | 88,2 %      |                       |                       |
|                              |                          |                          |           |             |                       |                       |
| Bulletins enregistrés        | Bulletins enregistrés    | Bulletins enregistrés    | 3 068 302 |             |                       |                       |
| Bulletins blancs ou nuls     | Bulletins blancs ou nuls | Bulletins blancs ou nuls | 18 850    | 0,61 %      |                       |                       |
| Suffrages exprimés           | Suffrages exprimés       | Suffrages exprimés       | 3 049 452 | 99,39 %     | 175 sièges à pourvoir | 175 sièges à pourvoir |
|                              |                          |                          |           |             |                       |                       |
| Liste                        | Tête de liste            |                          | Suffrages | Pourcentage | Sièges acquis         | Var.                  |
| Social-démocratie            | Anker Jørgensen          |                          | 913 155   | 29,94 %     | 53 / 175              | +7                    |
| Venstre                      | Poul Hartling            |                          | 711 298   | 23,33 %     | 42 / 175              | +20                   |
| Parti du progrès             | Mogens Glistrup          |                          | 414 219   | 13,58 %     | 24 / 175              | -4                    |
| Parti social-libéral danois  | Svend Haugaard           |                          | 216 553   | 7,1 %       | 13 / 175              | -7                    |
| Parti populaire conservateur | Poul Schlüter            |                          | 168 164   | 5,51 %      | 10 / 175              | -6                    |
| Chrétiens démocrates         | Jens Møller              |                          | 162 734   | 5,34 %      | 9 / 175               | +2                    |
| Parti populaire socialiste   | Gert Petersen            |                          | 150 963   | 4,95 %      | 9 / 175               | -2                    |
| Parti communiste du Danemark | Knud Jespersen           |                          | 127 837   | 4,19 %      | 7 / 175               | +1                    |
| Démocrates du centre         | Erhard Jakobsen          |                          | 66 316    | 2,17 %      | 4 / 175               | -10                   |
| Socialistes de gauche        | Direction collégiale     |                          | 63 579    | 2,08 %      | 4 / 175               | +4                    |
| Parti de la justice          | Direction collégiale     |                          | 54 095    | 1,77 %      | 0 / 175               | -5                    |
| Indépendants                 | Néant                    |                          | 539       | 0,02 %      | 0 / 175               | =                     |

### Féroé
| Inscrits                 | Inscrits                 | Inscrits                 | 24 766    |             |                     |                     |
| Abstentions              | Abstentions              | Abstentions              | 10 872    | 43,9 %      |                     |                     |
| Votants                  | Votants                  | Votants                  | 13 894    | 56,1 %      |                     |                     |
|                          |                          |                          |           |             |                     |                     |
| Bulletins enregistrés    | Bulletins enregistrés    | Bulletins enregistrés    | 13 894    |             |                     |                     |
| Bulletins blancs ou nuls | Bulletins blancs ou nuls | Bulletins blancs ou nuls | 43        | 0,31 %      |                     |                     |
| Suffrages exprimés       | Suffrages exprimés       | Suffrages exprimés       | 13 851    | 99,69 %     | 2 sièges à pourvoir | 2 sièges à pourvoir |
|                          |                          |                          |           |             |                     |                     |
| Liste                    | Tête de liste            |                          | Suffrages | Pourcentage | Sièges acquis       | Var.                |
| Parti social-démocrate   | Johan Nielsen            |                          | 4 112     | 29,69 %     | 1 / 2               | =                   |
| Tjóðveldi                | Erlendur Patursson       |                          | 3 563     | 25,72 %     | 1 / 2               | =                   |
| Parti de l'union         | Néant                    |                          | 3 219     | 23,24 %     | 0 / 2               | =                   |
| Parti du peuple          | Néant                    |                          | 2 957     | 21,35 %     | 0 / 2               | =                   |

### Groenland
| Votants                  | Votants                  | Votants                  | 17 070    |             |                     |                     |
|                          |                          |                          |           |             |                     |                     |
| Bulletins enregistrés    | Bulletins enregistrés    | Bulletins enregistrés    | 17 070    |             |                     |                     |
| Bulletins blancs ou nuls | Bulletins blancs ou nuls | Bulletins blancs ou nuls | 421       | 2,47 %      |                     |                     |
| Suffrages exprimés       | Suffrages exprimés       | Suffrages exprimés       | 16 649    | 97,53 %     | 2 sièges à pourvoir | 2 sièges à pourvoir |
|                          |                          |                          |           |             |                     |                     |
| Liste                    | Tête de liste            |                          | Suffrages | Pourcentage | Sièges acquis       | Var.                |
| Indépendants             | Néant                    |                          | 16 649    | 100 %       | 2 / 2               | =                   |